# Julius Gremblich
Fray Julius Gremblich (1851 - 1905 ) fue un botánico y religioso alemán, que trabajó en las familias Araceae y Apiaceae.
Fue Profesor de la Escuela franciscana en Hall, Tirol, reportado en el Informe Anual del Estado 1878 / 1879 sobre las conchas del norte de Tirol). Al próximo año 1880 fue seguido por otro informe sobre esas conchas.

## Obra
- Über die Conchylien des "Almes". Programm des Obergymnasiums, Hall 1877
- La abreviatura «Grembl.» se emplea para indicar a Julius Gremblich como autoridad en la descripción y clasificación científica de los vegetales.[2]